# Reid Coolsaet
Reid Coolsaet, född 29 juli 1979, är en friidrottare från Kanada. Han deltog vid olympiska sommarspelen 2012 och olympiska sommarspelen 2016.